# Elaphanthera
- Commons
- Wikispecies

Elaphanthera é um género botânico pertencente à família Santalaceae.